# Soloviovo
Soloviovo (en rus: Соловьёво) és una vila, un possiólok, de la província de Leningrad, a Rússia. Segons el cens rus del 2017 tenia 5 habitants.

## Geografia
Es troba a la riba del llac Ladoga, a l'istme de Carèlia, a prop de 100 km al sud-est de la frontera amb Finlàndia. El braç est de la riba Vuoski, el Burnaia, desemboca en aquest llac.

## Història
Durant la Guerra d'Hivern, Taipal es trobava situat a la línia Mannerheim, prop de 20 km de la frontera amb la Unió Soviètica. Formava part de la vila de Metsäpirtti. Aquest poble esdevingué famós pel fet dels terribles combats que hi tingueren lloc durant l'hivern de 1939-1940, durant els quals els finlandesos resistiren i mantingueren el vilatge fins al final del conflicte. Després del Tractat de Moscou de 1940, la totalitat de l'istme carelià va haver de ser evacuat després de la derrota dels finlandesos.